# Folles Funérailles
Pour plus de détails, voir Fiche technique et Distribution.
Folles Funérailles (Eulogy) est un film américano-anglo-allemand de Michael Clancy et sorti en 2004.

## Synopsis
Dans la famille Collins, chaque membre cache un lourd passé. Aussi, quand le patriarche meurt, ses funérailles sont l’occasion pour trois générations de cette famille de se retrouver à Rhode Island et de lever le voile sur de nombreux secrets. Chargée de rédiger le sermon, sa nièce Kate devient le témoin d’une série de règlements de comptes...

## Fiche technique
- Réalisation et scénario : Michael Clancy
- Direction artistique : Marc Dabe
- Décors : Dina Lipton
- Costumes : Tracy Tynan
- Photo : Michael Chapman
- Montage : Richard Halsey et Ryan Kushner
- Musique : George S. Clinton
- Production : Kirk D'Amico, Lucas Foster (en), Steven Haft (en) et Richard Barton Lewis (en)
- Budget : 10 millions de dollars
- Pays :  États-Unis -  Royaume-Uni -  Allemagne
- Langue de tournage : anglais
- Dates de sortie : 
  - France : 15 mai 2004 (Festival de Cannes)
  - États-Unis : 15 octobre 2004

## Distribution
- Zooey Deschanel :  Kate Collins
- Hank Azaria (VF : Laurent Morteau)  :  Daniel Collins
- Piper Laurie (VF : Michelle Bardollet)  : Charlotte Collins
- Jesse Bradford  : Ryan Carmichael
- Glenne Headly (VF : Claire Guyot)  : Samantha
- Famke Janssen (VF : Juliette Degenne)  : Judy Arnolds
- Kelly Preston (VF : Virginie Ledieu)  : Lucy Collins
- Ray Romano (VF : Olivier Destrez)  : Skip Collins
- Rip Torn : Edmund Collins
- Debra Winger (VF : Frédérique Tirmont)  : Alice Collins
- Rene Auberjonois : Parson Banks
- Paget Brewster : Tante Lily